# Дуб македонский
Македонский дуб (лат. Quercus trojana) — вид рода Дуб семейства Буковые (Fagaceae). Входит в секцию Cerris, которая включает виды дуба, созревание желудей которых происходит на второй год.
Он произрастает в юго-восточной Европе и юго-западной Азии, от южной Италии на восток через южные Балканы до западной Турции, растёт на низких и средних высотах (до 1550 метров на юге ареала на юго-западе Турции), в засушливых районах.

## Описание
Македонский дуб — дерево небольшого или среднего размера, достигающее 10—20 метров в высоту, от позднего листопадного до полувечнозелёного. Листья серо-зелёные длиной 3—7 сантиметров и шириной 1,5—4 см, с грубо зазубренными краями с остроконечными зубцами. Жёлуди имеют длину 2—4 см в зрелом состоянии, созревают примерно через 18 месяцев после опыления, и в основном заключены в чешуйчатую чашечку жёлудя.

## Окаменелости
Окаменелости македонского дуба были описаны в ископаемой флоре района Кызылкахамам в Турции, относящейся к раннему плиоцену.